# Irreality
Irreality è un film commedia del 2011, sceneggiato e diretto da Salvatore Scarico.

## Trama
Prendendo in giro la moda dello stile televisivo dei reality show, il film narra le vicende dei diversi personaggi di cui fanno parte.
Tra autori stravaganti e attori improvvisati per l'occasione, nella pellicola viene mostrato il lato peggiore e quello migliore sulle paure, le nevrosi e l'estasi per i preparativi a un nuovo programma televisivo che dovrebbe avere un effetto "irresistibile".